# VII SS Pantserkorps
Het VII SS-Pantserkorps (Duits: VII. SS-Panzerkorps) was een Duits legerkorps van de Waffen-SS tijdens de Tweede Wereldoorlog.  Op 30 juni 1944 werd het korps omgevormd naar het IV SS Pantserkorps.  Het korps had nooit deelgenomen aan de strijd. 

## Ontstaan
Op 3 oktober 1943 werd het hoofdkwartier van het VII SS Pantserkorps opgericht.  Het hoofdkwartier bevond zich in het trainingskamp van Mörchingen.  Het was de bedoeling dat het nieuwe korps de 10e SS-Panzer-Divisie Frundsberg en de 17e SS-Panzergrenadier-Divisie Götz von Berlichingen zou omvatten.  Beide divisies waren nog in opleiding.  

Eind december 1943 kreeg SS-Gruppenführer Matthias Kleinheisterkamp de opdracht het hoofdkwartier op te bouwen, maar in januari 1944 kreeg hij ook het bevel over het 3e Germaanse SS-Pantserkorps.  Zonder de aanwezigheid van een bevelhebber werd het personeel van het hoofdkwartier overgeplaatst naar andere eenheden.  In februari 1944 bestond het hoofdkwartier uit één officier en één onderofficier.  In maart 1944 werd de 10e SS-Panzer-Divisie naar het oostfront verplaatst. Na de landing in Normandië werd de 17e SS-Panzergrenadier-Divisie aan het 7e Leger toegevoegd.
In mei 1944 keerde SS-Gruppenführer Kleinheisterkamp terug naar het korps en werd formeel tot commandant benoemd.  Hij begon met de opbouw van het hoofdkwartier, maar op 30 juni 1944 werd het hoofdkwartier omgedoopt naar het IV SS Pantserkorps.

## Commandanten
| Rang                                                | Naam                      | Begin          | Eind         |
| --------------------------------------------------- | ------------------------- | -------------- | ------------ |
| SS-Gruppenführer en Generalleutnant in de Waffen-SS | Matthias Kleinheisterkamp | 3 oktober 1943 | 20 juni 1944 |

## Stafchef van het VII SS-Pantserkorps
| Rang                                      | Naam              | Begin           | Eind            |
| ----------------------------------------- | ----------------- | --------------- | --------------- |
| SS-Oberführer en Oberst der Schutzpolizei | Nikolaus Heilmann | 25 januari 1944 | 5 augustus 1944 |

## Samenstelling
- Artillerie-Kommandeure (Arko) - Peter Hansen (31 januari 1944 - tot midden mei 1944[2][3]), Kurt Brasack[2] (20 mei 1944 - 30 augustus 1944[4])